# 米奇·库普切克
米契爾·庫普恰克（英語：Mitchell Kupchak，1954年5月24日—），美国NBA联盟前职业篮球运动员。他在1976年的NBA选秀中第1轮第13顺位被华盛顿子弹选中，曾擔任為洛杉磯湖人和夏洛特黃蜂總經理。

## 外部連結
- 米奇·库普切克在国际奥林匹克委员会的资料